# Ouroux-en-Morvan
Ouroux-en-Morvan ist eine französische Gemeinde mit 596 Einwohnern (Stand: 1. Januar 2022) im  Département Nièvre in der Region Bourgogne-Franche-Comté (vor 2016: Burgund). Sie gehört zum Arrondissement Château-Chinon (Ville) und zum Kanton Château-Chinon (bis 2015: Kanton Montsauche-les-Settons). Die Einwohner werden Ourouxois genannt.

## Geographie
Ouroux-en-Morvan liegt etwa 84 Kilometer westsüdwestlich von Dijon im Morvan. Umgeben wird Ouroux-en-Morvan von den Nachbargemeinden Brassy im Norden, Montsauche-les-Settons im Osten und Nordosten, Planchez im Osten und Südosten, Chaumard im Süden, Mhère im Westen sowie Gâcogne im Nordwesten.

## Bevölkerungsentwicklung
| Jahr                       | 1962 | 1968 | 1975 | 1982 | 1990 | 1999 | 2006 | 2013 |
| -------------------------- | ---- | ---- | ---- | ---- | ---- | ---- | ---- | ---- |
| Einwohner                  | 1168 | 1146 | 1051 | 1010 | 838  | 670  | 666  | 651  |
| Quellen: Cassini und INSEE |      |      |      |      |      |      |      |      |

## Sehenswürdigkeiten
- Kirche Saint-Germain

## Persönlichkeiten
- Jean Gautherin (1840–1890), Bildhauer

## Gemeindepartnerschaften
Mit der spanischen Gemeinde Cullera in der Provinz und Region Valencia besteht eine Partnerschaft.

## Weblinks

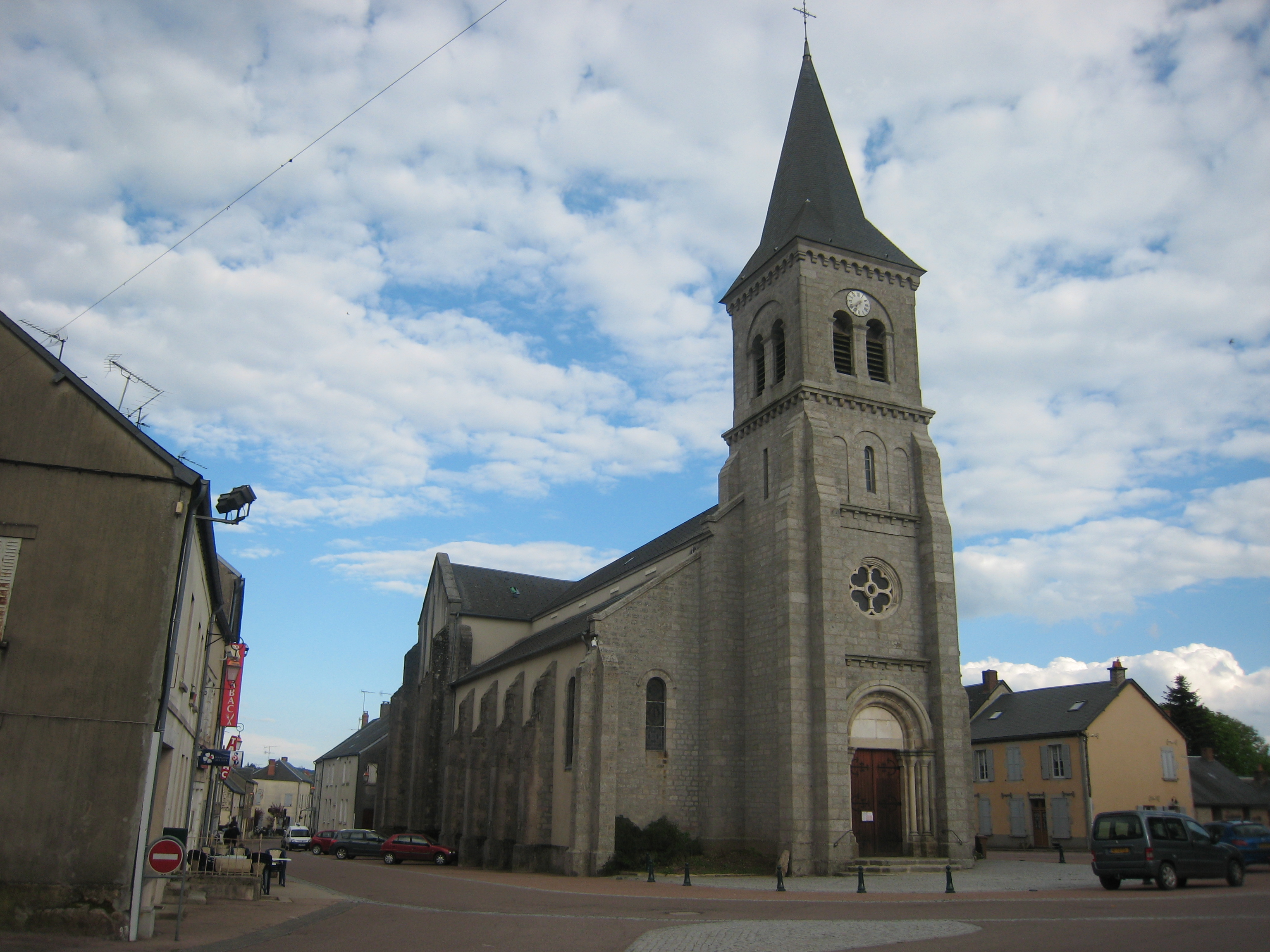
Kirche Saint-Germain